# شانون دويل
شانون دويل هي لاعبة هوكي الجليد كندية، ولدت في 9 مارس 1992.

## وصلات خارجية
- شانون دويل على موقع EliteProspects.com (الإنجليزية)
- شانون دويل على موقع HockeyDB.com (الإنجليزية)